# Südafrikanische Cricket-Nationalmannschaft in Indien in der Saison 1991/92
Die Tour der südafrikanischen Cricket-Nationalmannschaft nach Indien in der Saison 1991/92 fand vom 10. bis zum 14. November 1991 statt. Die internationale Cricket-Tour war Bestandteil der Internationalen Cricket-Saison 1991/92 und umfasste drei ODIs. Indien gewann die ODI-Serie 2–1.

## Vorgeschichte
Indien nahm zuvor an einem Drei-Nationen-Turnier in den Vereinigten Arabischen Emiraten teil, für Südafrika war es die erste Tour der Saison und nach der Suspendierung vom internationalen Cricket auf Grund der Apartheid.
Es war auch das erste Aufeinandertreffen der beiden Mannschaften bei einer Cricket-Tour überhaupt.

## Stadien
Die folgenden Stadien wurden für die Tour als Austragungsort vorgesehen.
| Stadion                    | Stadt    | Kapazität | Spiele |
| -------------------------- | -------- | --------- | ------ |
| Jawaharlal Nehru Stadium   | Delhi    | 60.000    | 3. ODI |
| Captain Roop Singh Stadium | Gwalior  | 18.000    | 2. ODI |
| Eden Gardens               | Kalkutta | 82.000    | 1. ODI |

## Kaderlisten
Die folgenden Kader wurden von den Mannschaften benannt.
| ODI | ODI |
| Indien | Südafrika |
| --- | --- |
| - Pravin Amre - Mohammad Azharuddin - Kapil Dev - Sanjay Manjrekar - Kiran More - Chandrakant Pandit - Manoj Prabhakar - Venkatapathy Raju - Ravi Shastri - Navjot Sidhu - Kris Srikkanth - Javagal Srinath - Sachin Tendulkar - Dilip Vengsarkar | - Jimmy Cook - Allan Donald - Clive Eksteen - Andrew Hudson - Peter Kirsten - Adrian Kuiper - Craig Matthews - Brian McMillan - Clive Rice - David Richardson - Tim Shaw - Richard Snell - Kepler Wessels - Mandy Yachad |

## One-Day Internationals

### Erstes ODI in Kalkutta
| 10. November Scorecard | Kalkutta | Südafrika 177-8 (47/47)      | – | Indien 178-7 (40.4/47) |
|                        |          | Indien gewinnt mit 3 Wickets |   |                        |

### Zweites ODI in Gwalior
| 12. November Scorecard | Gwalior | Indien 223-6 (45/45)       | – | Südafrika 185-8 (45/45) |
|                        |         | Indien gewinnt mit 38 Runs |   |                         |

### Drittes ODI in Delhi
| 14. November Scorecard | Delhi (JNS) | Indien 287-4 (50)               | – | Südafrika 288-2 (46.4) |
|                        |             | Südafrika gewinnt mit 8 Wickets |   |                        |